# Klaverteknik
|  | Denne artikel er oprettet af botten Steenthbot ud fra en ekstern database. Den kan derfor have sproglige fejl eller mangler. Denne skabelon kan fjernes efter kontrol af indholdet. |

Klaverteknik er en dansk dokumentarfilm fra 1963.

## Handling
"Tidsforlængede optagelser af pianisten Georg Vasarhelyi's hænder, mens han spiller..."

## Medvirkende
- Georg Vasarhelyi